# Costituzioni religiose
Con l'espressione costituzioni (dal latino constituere, cioè ordinare, disporre) si indica il codice fondamentale di un istituto religioso, contenente le sue principali norme spirituali e giuridiche.
Il Codice di Diritto Canonico prevede che ogni congregazione e ordine sia dotato di costituzioni (cfr. CIC, can. 587) al fine di custodire fedelmente il carisma e l'identità dei vari istituti, secondo le intenzioni dei rispettivi fondatori (cfr. CIC, can. 578).
Le Costituzioni devono contenere le norme principali della comunità, nello specifico:
(CIC, can. 587, § 1)
Il codice deve essere approvato dalla Santa Sede e può essere modificato solo previo il suo consenso.
| Controllo di autorità | Thesaurus BNCF 31530 |